# 萌えふぁいやー
『萌えふぁいやー』（もえふぁいやー）は、林原めぐみのミニ・アルバム。2009年10月4日にスターチャイルドから発売された（NMAX-80005）。

## 背景
今作のテーマは、タイトル通り『萌え』であり、既存4曲に新曲の「ぷらMYぷらす」を加えた全5曲で構成されており、ラジオ『林原めぐみのTokyo Boogie Night』900回突破記念公開録音の実施に合わせて、記念グッズとして制作された。
今作のリリースに関して、スタッフのコメントがCDの帯で次のように記載されている。
| 「     | 全力で止めたのですが… | 」 |
| —D宿利 |                       |    |

| 「                | はい! 林原さんは萌えです💦 | 」 |
| —プロモーター澤畠 |                            |    |

| 「           | え、ちょっと…。 | 」 |
| —ラジオD矢野 |                 |    |

## リリース
2009年10月4日にスターチャイルドから『林原めぐみのTokyo Boogie Night』公開録音会場限定で発売され、同年の10月17日に、KINGRECORDS e-SHOPにてネット通販限定で販売された。いずれも価格はラジオ放送回数に合わせた900円となっている。
一般的なCD販売店には流通しておらず、オリコンなどのランキングにも登場していない。

## 収録曲
| #         | タイトル           | 作詞       | 作曲       | 編曲      | 時間  |
| --------- | ------------------ | ---------- | ---------- | --------- | ----- |
| 1.        | 「プリズムアイ」   | 辛島美登里 | 辛島美登里 | 矢萩秀明  | 3:36  |
| 2.        | 「FAI・FAI・TU!」  | 伊藤千夏   | 伊藤千夏   | 矢吹俊郎  | 4:04  |
| 3.        | 「Only One」       | 小坂恭子   | 大友博輝   | B.C.GUYS  | 4:39  |
| 4.        | 「Touch and Go!!」 | 松浦有希   | 松浦有希   | 松浦有希  | 4:29  |
| 5.        | 「ぷらMYぷらす」   | MEGUMI     | 植木瑞基   | 高橋菜々  | 3:58  |
| 合計時間: | 合計時間:          | 合計時間:  | 合計時間:  | 合計時間: | 20:46 |

## タイアップ
| 曲名           | タイアップ                                                                   | 初出作品           | 発売日        | 規格品番 | 備考           |
| -------------- | ---------------------------------------------------------------------------- | ------------------ | ------------- | -------- | -------------- |
| プリズムアイ   | 漫画『グラス･マジック』イメージソング                                        | 『WHATEVER』       | 1992年3月5日  | KICS-176 | 原曲：木村真紀 |
| FAI・FAI・TU!  | 文化放送系列ラジオドラマ・あかほりさとる劇場『爆れつハンター』イメージソング | 『Enfleurage』     | 1995年3月3日  | KICS-475 |                |
| Only One       | OVA『万能文化猫娘』イメージソング                                            | 『SHAMROCK』       | 1993年8月21日 | KICS-345 | 原曲：絵里香   |
| Touch and Go!! | テレビアニメ『BLUE SEED』エンディングテーマ                                  | 「Touch and Go!!」 | 1994年11月3日 | KIDA-90  | 8thシングル    |
| ぷらMYぷらす   | （なし）                                                                     | （なし）           | （なし）      | （なし） | 新曲           |

## サウンドスタッフ
- ぷらMYぷらす
  - レコーディングエンジニア：辻裕行（キング関口台スタジオ）
  - ミックスエンジニア：永山雄一（U1☆Dream）
  - レコーディングスタジオ：WEST SIDE STUDIO
  - ミックススタジオ：YK STUDIO
  - サウンドコーディネーター：SOFTHOUSE UNO
  - マスタリングエンジニア：辻裕行（キング関口台スタジオ）
  - マスタリングスタジオ：キング関口台スタジオ

## クレジット
| All Performed by Megumi Hayashibara | All Performed by Megumi Hayashibara                    |
| ----------------------------------- | ------------------------------------------------------ |
| デザイナー                          | 佐藤忠志（キングレコード）                             |
| アートワークコーディネーター        | 中村栄司（キングレコード）                             |
| アーティストプロモーター            | 澤畠康二（キングレコード）、矢田晶子（キングレコード） |
| A&R                                 | 宿利剛（キングレコード）                               |
| エグゼクティブプロデューサー        | 大月俊倫（キングレコード）                             |
| スペシャルサンクス                  | 矢野要、『林原めぐみのTokyo Boogie night』All Listener |